# R.S.V.22-Titan
Le R.S.V.22 « Titan » est un appareil d'entraînement militaire belge de l'entre-deux-guerres.

## Conception et développement
Les deux principales constructeurs aéronautiques belges, la Société anonyme belge de constructions aéronautiques (SABCA) et la société Stampe et Vertongen, collaborent pour réaliser le R.S.V.22 Titan dessiné lui aussi par l'ingénieur Alfred Renard selon les spécifications émises par le ministère de la Défense nationale belge. 

## Description
Le R.S.V.22 Titan est un biplace à double commande dont la structure avait été calculée comme un appareil de chasse pouvant recevoir un moteur de 300 ch. Son fuselage, de construction bois à l'exception du bâti-moteur en dural, est de section triangulaire composé de 4 longerons assemblés par montants et traverses. La partie avant y compris l'habitacle étaient recouverts de contreplaqué sur ses 4 faces, la partie arrière étant entoilée. 
Les ailes au léger dièdre et décalées vers l'avant, sont en bois avec un revêtement en toile et des mâts en dural et des haubans en acier haute résistance pour renforcer le tout. Les plans fixes sont réglables au sol et les gouvernes sont compensées. 
Des anneaux de caoutchouc constituent l'amortisseur logé dans la jambe de force du train d'atterrissage. 
Quant à la motorisation, il s'agit d'un Gnome et Rhône Titan de 5 cylindres en étoile refroidis par air délivrant une puissance de 230 ch. Il est fixé sur un bâti en duralumin maintenu par 4 boulons aux longerons du fuselage. Le réservoir d'essence qui se trouve entre le fuselage et le moteur peut être largué.